# The Barbarian (catch)
Pour les articles homonymes, voir The Barbarian.
Sione  Havea  Vailahi (né le 6 septembre 1958 à Nukuʻalofa) plus connu sous le nom de ring de The Barbarian est un catcheur tongien. Il est principalement connu pour son travail à la World Championship Wrestling (WCW) et à la World Wrestling Federation (WWF). Il est brièvement sumo au Japon sous le nom de Sachinoshima de 1975 à 1976 et devient catcheur au début des années 1980. En 1985, il adopte le nom de ring de The Barbarian chez Jim Crockett Promotions (en). Il s'allie avec The Warlord et Ivan Koloff et ensemble ils remportent une fois le championnat du monde par équipes des trios de la National Wrestling Alliance (NWA). Il rejoint la WWF en 1988 où il continue à faire équipe avec The Warlord.

## Jeunesse et carrière de sumo
Sione Havea Vailahi  fait partie d'un groupe de jeunes tongien qui partent au Japon pour s'entraîner afin de devenir sumo. Il fait partie de l'écurie Asahiyama (en) et lutte sous le shikona de Sachinoshima entre 1975 et 1976.

## Carrière de catcheur

### Débuts (1981-1987)
Sione Havea Vailahi émigre aux États-Unis et s'entraîne auprès de Red Bastien pour devenir catcheur. Il fait ses débuts en 1980 en Californie. Il part ensuite sur la côte est travailler chez Jim Crockett Promotions (en) sous le nom de King Konga et fait souvent équipe avec Ron Garvin. En 1984, il modifie son nom de ring pour celui de Konga the Barbarian. Il part à Porto Rico lutter à Capitol Sports Promotions où il remporte le championnat de Porto Rico poids lourd le 7 juillet après sa victoire face à Hercules Ayala (en). Son règne prend fin le 15 septembre après sa défaite face à Invader #1.
À son retour chez Jim Crockett Promotions (en) en 1985, il modifie son nom de ring pour devenir The Barbarian et devient un heel au sein du clan Paul Jones's (en) Army. Le 10 avril 1987, il participe avec Bill Dundee à la Jim Crockett Sr. Memorial Cup (en) où ils éliminent Mike Rotunda et Tim Horner au premier tour avant de se faire sortir par Dusty Rhodes et Nikita Koloff au tour suivant.

### Formation dePowers of Painà laMid-Atlantic Championship Wrestling(1987-1988)
Fin 1987, Dusty Rhodes qui est catcheur et booker de la Jim Crockett Promotions (en) demande à The Barbarian de faire équipe avec The Warlord pour former l'équipe Powers of Pain. Le 12 février 1988, Powers of Pain et Ivan Koloff deviennent champions du monde par équipes des trios de la National Wrestling Alliance (NWA) après leur victoire face à Dusty Rhodes, Paul Ellering et Road Warrior Hawk,. Powers of Pain et Koloff retrouvent les Road Warriors et Rhodes le 27 mars à Clash of the Champions I dans un Barbed wire match où le titre n'est pas en jeu remporté par ces derniers. Plus tard dans l'année, Rhodes leur propose un Scaffold match face aux Road Warriors mais The Barbarian et The Warlord refusent. Powers of Pain quittent la Mid-Atlantic Championship Wrestling en juin en rendant le championnat du monde des trios de la NWA vacant.

### World Wrestling Federation(1988-1992)
En juin 1988, la World Wrestling Federation engage The Barbarian et The Warlord. Ils font leur premier combat télévisé le 16 juillet où ils battent « Iron » Mike Sharpe et Tony Ulysses. Au cours de leur combat, Mr. Fuji (le manager de Demolition qui sont alors champions du monde par équipes de la WWF) vient prendre des photos mais n'intervient pas dans l'affrontement. Le 29 août à SummerSlam, ils battent rapidement Boris Zhukov et Nikolai Volkoff.

## Palmarès
- American Pro Wrestling Alliance (APWA)
  - 2 fois champion du monde poids lourd de l'APWA[16]
  - 2 fois champion triple couronne de l'APWA[17]
  - 1 fois champion du monde par équipes de l'APWA avec The Warlord[18]
- Capitol Sports Promotions
  - 1 fois champion de Porto Rico poids lourd[19]
- Exodus Wrestling Alliance (EWA)
  - 1 fois champion poids lourd de l'EWA[20]
- Jim Crockett Promotions (en)
  - 1 fois champion du monde des trios de la National Wrestling Alliance avec Ivan Koloff et The Warlord[21]
- NWA Mid-Atlantic Championship Wrestling
  - 1 fois champion hardcore de la NWA Mid-Atlantic[22]
- NWA Virginie
  - 1 fois champion de Virginie poids lourd de la National Wrestling Alliance[23]
- Ultimate Championship Wrestling (UCW)
  - 1 fois champion poids lourd de l'UCW[24]
- World Championship Wrestling (WCW)
  - 1 fois champion des États-Unis par équipes de la WCW avec Buzz Sawyer[25]
- World League Wrestling (WLW)
  - 1 fois champion poids lourd de la WLW[26]

## Récompenses des magazines
- Pro Wrestling Illustrated

| Année | 1991 | 1992 | 1993 | 1994 | 1995 | 1996 | 1997 | 1998 | 1999 | 2000 |
| ----- | ---- | ---- | ---- | ---- | ---- | ---- | ---- | ---- | ---- | ---- |
| Rang  | 85   | 94   | 142  | 159  | 233  | 128  | 130  | 176  | 192  | 219  |